# Kenmure Castle

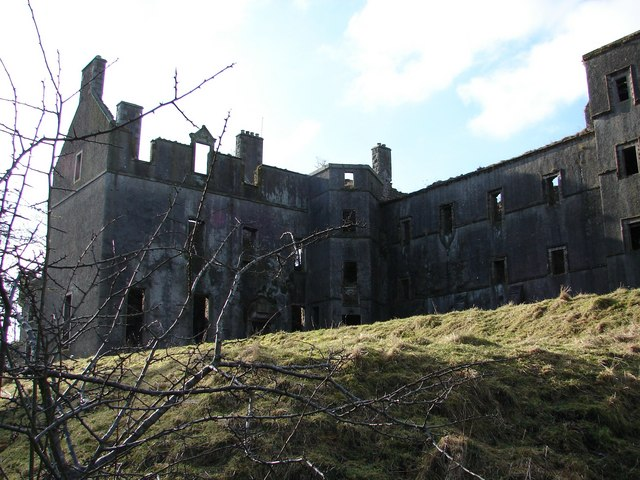
Ruine von Kenmure Castle

Kenmure Castle ist die Ruine eines Landhauses in The Glenkens, etwa 1,6 km südlich von New Galloway in der schottischen Council Area Dumfries and Galloway. Das Gelände war seit dem Mittelalter bewohnt Das heutige Haus enthält Gebäudeteile des Vorgängerbaus aus dem 17. Jahrhundert und wurde im 19. Jahrhundert umgebaut. Seit Mitte des 20. Jahrhunderts ist es verfallen. Dort war der Sitz der Familie Gordon aus Lochinvar, die später als Viscounts of Kenmure in den Hochadel aufstiegen. Historic Scotland hatte Kenmure Castle bis 2018 als historisches Bauwerk der Kategorie B gelistet und es gilt als Scheduled Monument.

## Geschichte
Das heutige Landhaus steht auf einem teilweise natürlichen Mound, der möglicherweise Anfang des Mittelalters für Verteidigungszwecke verändert wurde. Die Lords of Galloway, bis ins 13. Jahrhundert Herrscher über ein teilweise unabhängiges Königreich im südwestlichen Schottland, könnten dort eine Festung errichten haben lassen. Kenmure Castle war 1249 einer der möglichen Geburtsorte von John Balliol, des späteren Königs von Schottland, dessen Mutter Dervorguilla, eine Tochter von Alan, Lord of Galloway, dem letzten unabhängigen Herrscher von Galloway, war. Es gehörte später den Familien Douglas und Maxwell.

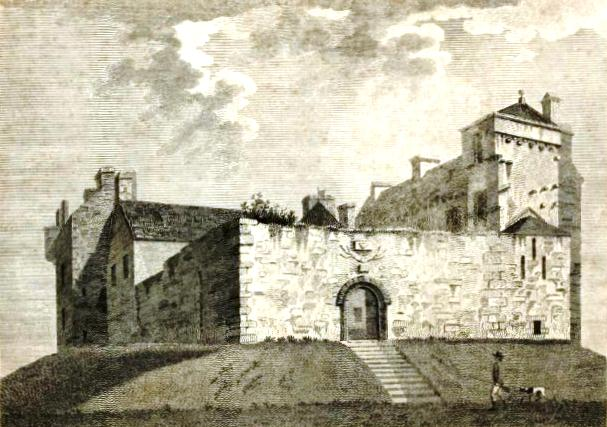
Zeichnung von Kenmure Castle, Francis Grose, um 1790

Kenmure wurde 1297 Eigentum der Familie Gordon aus Berwickshire. Um 1450 siedelte sich ein Teil der Familie Gordon in der Region an und ließ eine Burg auf einer Insel im Lochinvar, etwa 10 km nördlich, bauen. Eine frühe Burg, die hier stand, wurde von Gegnern von Maria Stuart zerstört oder beschädigt, die durch den Südwesten marschierten, nachdem sie Marias Unterstützer 1568 in der Schlacht von Langside besiegt hatten.

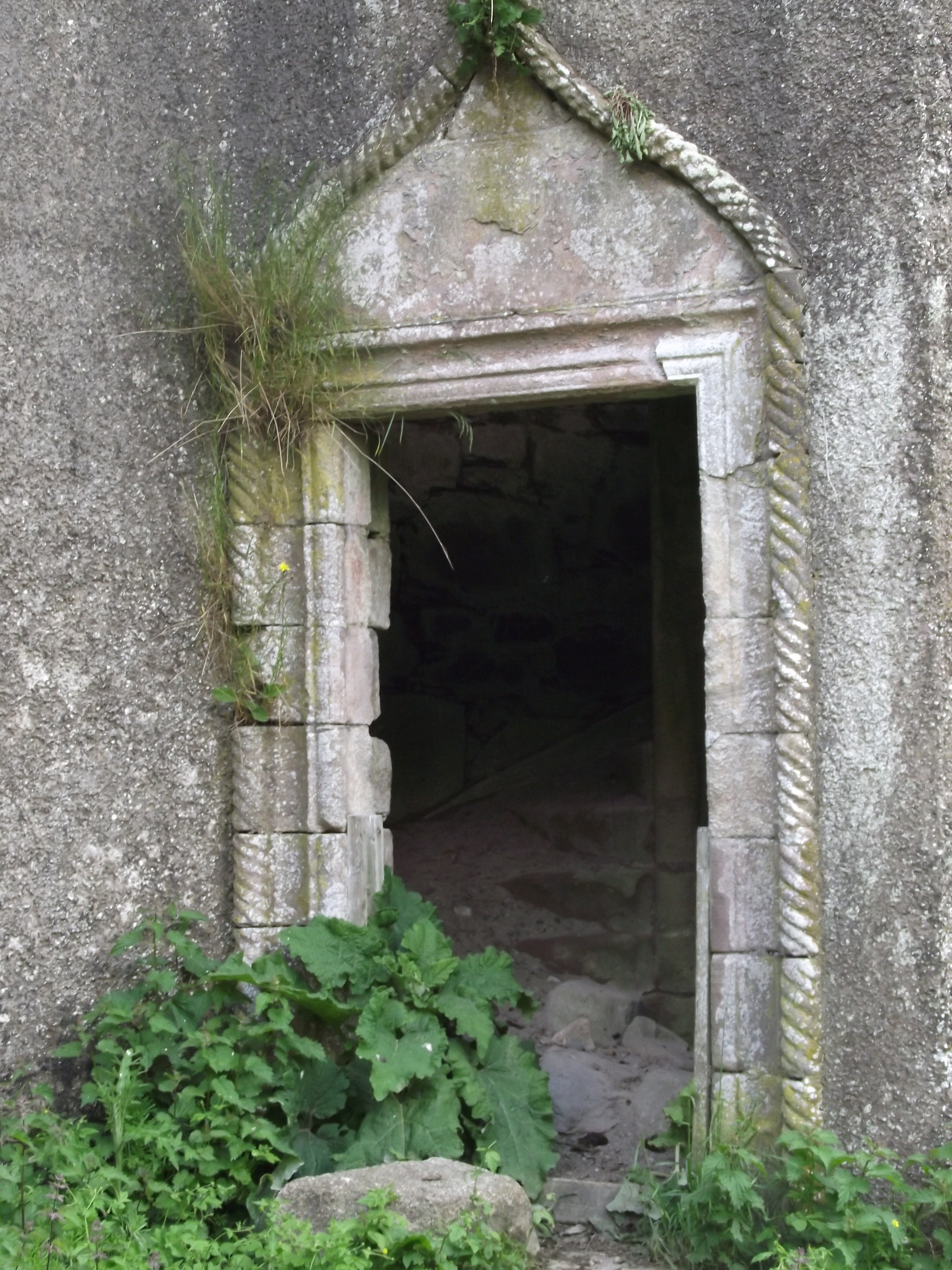
Einer der Eingänge zum Landhaus, der einen besonderen „Seil“-Schmuck aufweist

Sir Robert Gordon of Lochinvar wurde 1626 zum Baronet erhoben und 1633 erhob König Karl I. von Schottland seinen Sohn John zum Viscount of Kenmure. Den Kern des heutigen Gebäudes bildet die Burg, die größtenteils im 17. Jahrhundert errichtet wurde, auch wenn sie möglicherweise ältere Gebäudeteile enthielt. Die Gebäude zogen sich an der West- und Südseite eines Innenhofes entlang, während dessen Nord- und Ostseite von hohen Mauern gebildet wurde. Das Eingangstor in der Nordmauer war von Türmen an den beiden nördlichen Ecken flankiert. Der 6. Viscount nahm am Jakobitenaufstand 1715 teil, wurde in der Folge enthauptet und hatte seine Ländereien an die Krone verwirkt. Bereits 1790 wird Kenmure Castle als Ruine beschrieben.

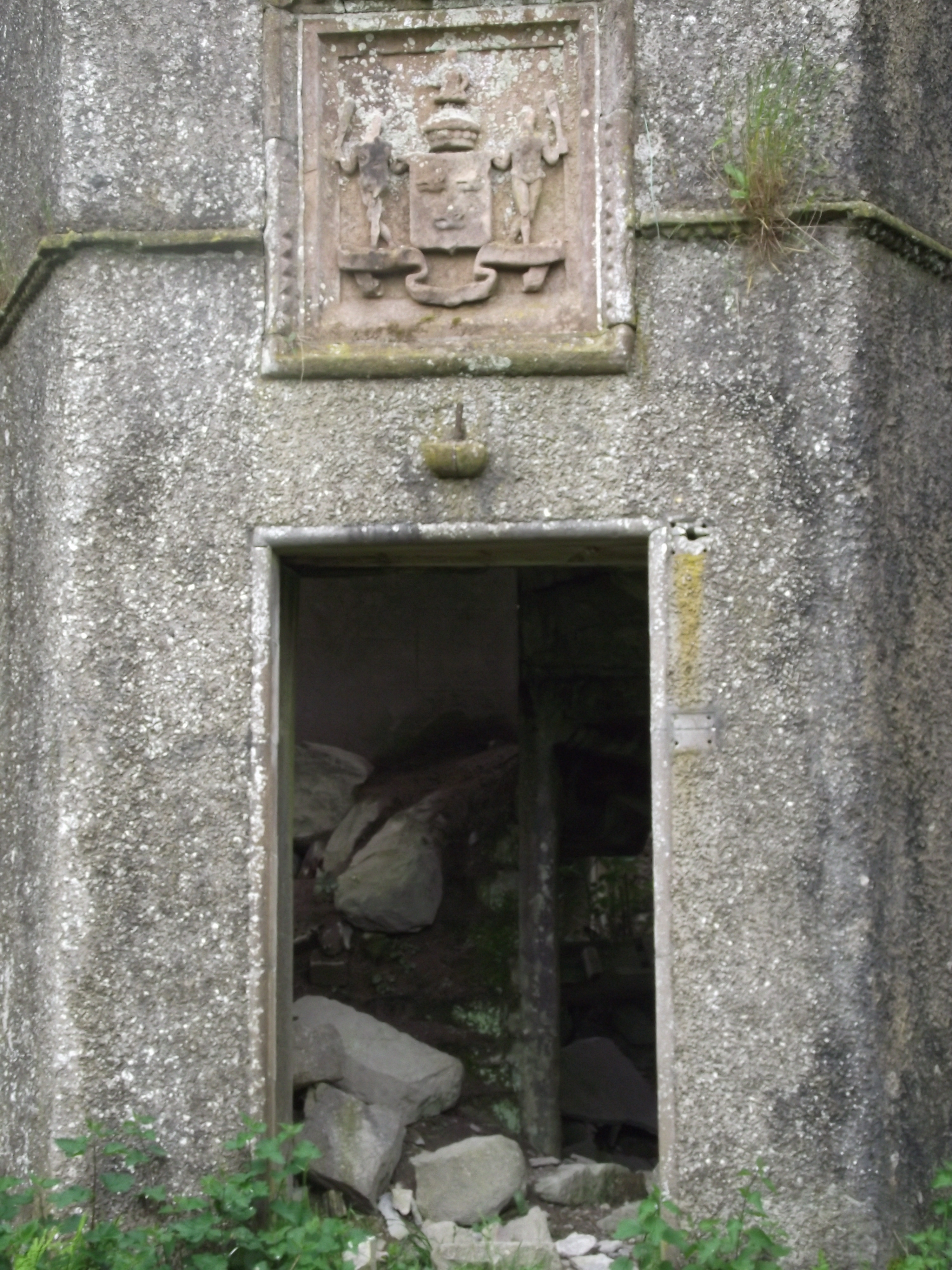
Haupteingang mit Wappenschild darüber, das das Wappen der Familie Gordon zeigt.

1824 erhielt Captain John Gordon den Titel eines Viscounts zurück, aber nach dem Tod seines Neffen und Erben, dem 8. Viscount, 1847 ruht er wieder. Die Burg wurde im 19. Jahrhundert wesentlich umgebaut und zum Landhaus modernisiert. Die Hofmauer und der Nordostturm wurden gesprengt. Die südliche Gebäudeflucht wurde um 1840 neu errichtet und 1879 wurde der Architekt Matthew Ellison Hadfield aus Sheffield beauftragt, die westliche Gebäudeflucht umzubauen. Weitere Anbauten entstanden 1908. Um 1958 wurde das Gebäude teilweise abgerissen und das Dach entfernt. Die Überreste des Landhauses wurden 1971 in die Liste historischer Bauwerke aufgenommen und gelten seit 1998 als Scheduled Monument.
Eine Sonnenuhr aus Kenmure Castle befindet sich heute im Dumfries Museum.